# أحمد معروف (عبس)

تعديل مصدري - تعديل

احمد معروف هي إحدى قرى عزلة بني عضابي بمديرية عبس التابعة لمحافظة حجة، بلغ تعداد سكانها 158 نسمة حسب تعداد اليمن لعام 2004.